# Salvador Gonzáles
Salvador Gonzáles Escalona (aussi connu sous le nom d’artiste « Salvador »), né le 21 octobre 1948 à Camagüey (Cuba), est un peintre, muraliste et sculpteur cubain. Son style « afro-cubain », reconnu dans le monde entier, est un mélange de surréalisme, de cubisme et d’art abstrait.

## Biographie
Salvador n’a reçu aucune éducation artistique formelle, mais en 1968, il organise pourtant une première exposition d’art au "Museo de Artes Decorativas" de La Havane (Arte Popular Cubano).
Au cours des années 1980, Salvador a beaucoup exposé son art à Cuba. En 1986 il a fait une exposition aux Seychelles, et en 1987 une à Rome, en Italie.

## Callejón de Hamel
Le 21 avril 1990, Salvador commence à créer des peintures murales et des sculptures dans la rue Callejón de Hamel, située près de l'Université de La Havane. Pour ses sculptures, il utilise des objets abandonnés tels que des baignoires, des pompes à eau, des moulins à vent etc. Pour les peintures murales il se sert de différentes sortes de peintures – y compris la peinture pour carrosseries de voitures.
Malgré quatre premières années difficiles, Salvador n’a jamais abandonné, puisant son inspiration dans la vie quotidienne des habitants de La Havane. Petit à petit, la rue s’est ainsi transformée en un centre artistique afro-cubain, joyeux et coloré.
Aujourd’hui, il y a des ateliers destinés aux jeunes enfants cubains désireux d’apprendre la peinture, et chaque dimanche la Rumba s’invite dans la rue, remplacée par la musique cubaine le vendredi.

## Expositions
Dès 1990, Salvador expose à plusieurs reprises à Cuba, puis son art s’exporte à l’étranger à partir de 1992.
Norvège :
- 1992 - Stavanger + Bergen (University of Bergen) + Florø

Danemark : 
- 1992 - Århus + Copenhagen
- 1994 - Randers
- 1996 - Vejle

Mexico :
- 1994 - Puerto Rico
- 1997 - San Juan

États-Unis :
- 1998 - New York (The Metropolitan Pavilion Gallery) + University of California, Los Angeles
- 1999 - New York (Manhattan)
- 2000 - New York (The Metropolitan Pavilion Gallery) + Tiberino + Philadelphia

Espagne :
- 2005 - Madrid

### Peintures murales
En plus de plusieurs peintures murales à Cuba, Salvador en a également réalisées plusieurs à l'étranger : 
Venezuela :
- 1991 - "El Hijo del Sol", 350 m2 - Hotel Caracas Hilton

Norvège :
- 1992 - Florø

Mexico :
- 1993 - "Ancestros" - Centro Multicultural, Xochimilco. Invited by Dr. Fèlix Zurita Ochoa
- 1994 - "Sol de America" - Museo Antropologico de Queretaro, Institudo Indigenista Otomi, Universidad Autonomica

Danemark :
- 1995 - "Madre Agua", "Solidaritetshuset", Copenhagen
- 1996 - "Deidales del Mar" - Vejle

États-Unis :
- 1995 - "La Roca del Amor" - The Johnson State College, Vermont + a mural in Arizona
- 1996 - "El muerto pare el Santo" + "Iku Lobi Osha" - California + "La creacion de Obbatala ante el dios del Camino" - New Jersey (Roosevelt elementary school) + "El dios del Camino" - New York (Washington Square Preschool)
- 1998 - "El framboyan" - New York (El Museo del Barrio)
- 2000 - "Mariposas del Caribe" - Philadelphia
- 2001 - "Una Flor para Africa" - Philadelphia

St. Martin :
- 1996 - Hospitality center, Alburquerque

Puerto Rico :
- 1998 - "Orilla frente al Mar" + "Rumba" + "Rumba en la Rumba" + "De un solo pajaro las dos alas"

Italie :
- 2007 - Torino

### Sculptures
En plus de plusieurs sculptures à Cuba : 
Danemark :
- 1994 - "La ganga y la Llave" - Randers
- 1996 - "Yemaya Olokun" - Vejle

### Films
Plusieurs interviews vidéos ont été produites par la télévision cubaine et étrangère. En 2002, le documentaire Une Légende cubaine : l'Histoire de Salvador González (durée : 79 min) a été produit par Bette Wanderman.

## Référence
- Site havana-cultura.com